# Marcus Wennerström
John Göran Marcus Wennerström, tidigare Nilsson, född 2 oktober 1982 i Järfälla församling, Stockholms län, är en svensk politiker (socialdemokrat). Han var riksdagsledamot (ersättare) under två perioder mellan 2022 och 2024, invald för Uppsala läns valkrets.
Wennerström kandiderade i riksdagsvalet 2022 och blev ersättare. Han var statsrådsersättare för Ardalan Shekarabi under perioden 26 september–18 oktober 2022. I riksdagen var Wennerström under denna period ledamot i justitieutskottet. Han var därefter ersättare för Gustaf Lantz under perioden 28 augusti 2023–30 april 2024. Under denna period var han extra suppleant i justitieutskottet och socialutskottet.
Wennerström har även politiska uppdrag inom Region Uppsala. Han arbetar (2025) som trygghets- och säkerhetschef i Enköpings kommun.